# Moers (Stadtteil)
Moers (Stadtteil) beschreibt neben Kapellen und Rheinkamp einen von drei Stadtteilen von Moers im Kreis Wesel in Nordrhein-Westfalen. Er ist identisch mit der „alten“ Stadt Moers, welche vom 1. April 1906 bis zum 31. Dezember 1974 bestand. Der heutige Ortsteil bzw. Wohnplatz Moers-Mitte ist in seinen Grenzen nahezu identisch mit der Moerser Altstadt bzw. der Stadt Moers vor dem 1. April 1906.

## Lage
Der Stadtteil grenzt im Norden an die Rheinkamper Wohnplätze Genend, Utfort und Meerbeck sowie im Osten an die Duisburger Stadtteile Baerl, Hochheide und Bergheim, im Süden an Rumeln-Kaldenhausen und Kapellen und im Westen an die Stadt Neukirchen-Vluyn.

### Ortsteile
| Moers-Mitte  | 14.256 |
| Asberg       | 11.997 |
| Hochstraß    | 13.550 |
| Hülsdonk     | 5.603  |
| Scherpenberg | 4.537  |
| Schwafheim   | 7.367  |
| Vinn         | 1.494  |

## Sehenswürdigkeiten
In der Liste der Baudenkmäler in Moers sind für Moers-Mitte 77 Baudenkmäler aufgeführt.